# لی جیایین
لِی جیایین (چینی: 雷佳音; پین‌یین: Léi Jiāyīn؛ زادهٔ ۲۹ اوت ۱۹۸۳) بازیگر اهل چین است که بیشتر برای نقش‌آفرینی در فیلم‌های تفنگ‌ها و گل‌ها (۲۰۱۲)، تا کی عاشقت خواهم بود؟ (۲۰۱۸)، ادیسهٔ یک نویسنده (۲۰۲۱)، رود سرخ (۲۰۲۳) و یولو (۲۰۲۴) شناخته می‌شود. از آثار برجستهٔ تلویزیونی او می‌توان به مجموعه‌های نیمهٔ نخست زندگی من (۲۰۱۷)، طولانی‌ترین روز در چانگ‌آن (۲۰۱۹)، و سفر یک‌عمر (۲۰۲۲) اشاره کرد. لِی در ۱۰۰ سلبریتی چینی فوربز سال ۲۰۱۹ در رتبهٔ ۶۲ و در سال ۲۰۲۰ در رتبهٔ ۶۱ قرار گرفت.

## زندگی اولیه
لِی جیایین در منطقهٔ تیدونگ، آنشان، لیاونینگ، چین زاده شد. او دوران راهنمایی را ناتمام رها کرد و ترک تحصیل نمود. پس از آن، با پیشنهاد مادرش برای شرکت در مصاحبهٔ آزمون مدلینگ به شهر شن‌یانگ رفت. در زمان انتظار برای مصاحبه، بازیگری به نام Lv Xiaohe متوجه استعداد و ظاهر او شد و پیشنهاد داد که به بازیگری روی آورد. در سال ۲۰۰۲، لِی با رتبهٔ دوم کشوری در آزمون ورودی، وارد آکادمی تئاتر شانگهای شد. در سال ۲۰۰۶ نیز به مرکز هنرهای نمایشی شانگهای پیوست.